# Harald Edelstam

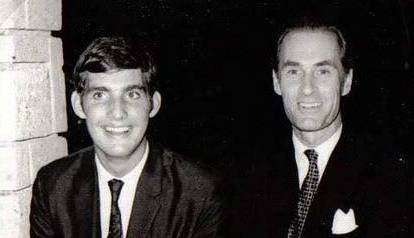
Harald Edelstam y su hijo Erik, 1967

Gustaf Harald Edelstam (Estocolmo, 17 de marzo de 1913-ibídem, 16 de abril de 1989) fue un diplomático y embajador sueco, recordado por sus intervenciones en Noruega durante la Segunda Guerra Mundial, cuando protegió y rescató a personas de religión judía y a miembros de la resistencia al régimen pro-nazi de Vidkun Quisling y en Chile en 1973, donde rescató y protegió a numerosos perseguidos políticos después del golpe militar de Augusto Pinochet. Se le conoció por el apodo de El clavel negro en referencia a La pimpinela escarlata, también como «El Raoul Wallenberg de los años 70».

## Primeros años
Provenía de una familia noble de Suecia; sus padres fueron Gustaf Fabian Edelstam -Chambelán de la Corte Sueca - e Hilma Dickinson (1866-1945). Realizó sus estudios en la academia militar de Kalberg, graduándose con altas calificaciones. En 1939 estudió Derecho, graduándose como jurista en la Universidad de Estocolmo. Ese mismo año fue reclutado como agregado diplomático por el Ministerio de Relaciones Exteriores de Suecia y llamado a realizar su primera misión en Roma.

## Segunda Guerra Mundial
En 1941 es enviado a la misión diplomática sueca en el Berlín de la Alemania Nazi. Después fue trasladado a Oslo, donde estuvo asignado entre 1942 y 1944. Es en estos dos lugares donde Edelstam exigió al Ministerio de Relaciones Exteriores de Suecia el derecho de ayudar a las familias judías en Berlín y proteger a quienes luchaban en la resistencia contra el gobierno colaboracionista noruego.
Allí se le dio el apodo de Clavel Negro (Svarta nejlikan), que conservó el resto de su vida.
Entre 1948-52 estuvo destacado en La Haya y entre 1952-54 en Varsovia.
Posteriormente sirvió como cónsul de Suecia en Estambul y como embajador en Indonesia y Filipinas de 1966 a 1968.

## Guatemala
En 1969 fue enviado como embajador a Guatemala, representando también a Suecia en otros países centroamericanos. En esos años el país estaba sumergido en un conflicto armado y la mayoría de los diplomáticos de otros países temían por su integridad física. Protegido por guardias armados, Edelstam se reunía con distintos grupos y organizaciones populares que luchaban por los derechos humanos para conocer mejor la realidad que vivían. De esta manera denunciaba de forma pública las violaciones a los derechos humanos en Guatemala.

## Chile
Llegó a Chile en 1972, cuando gobernaba el presidente socialista Salvador Allende Gossens, que representaba a la coalición de partidos y organizaciones de izquierda chilenos, aglutinados en la Unidad Popular. El gobierno  de izquierda que encabezaba Allende comenzó a llevar a cabo distintas reformas socioeconómicas, que fueron vistas de manera negativa por parte del gobierno de Estados Unidos, las grandes empresas, políticos y la alta sociedad chilena y que también condujeron al país a una profunda crisis económica y social.
El 11 de septiembre de 1973 el general Augusto Pinochet y otros militares chilenos desplegaron sus tropas por distintas ciudades de Chile, iniciando un golpe de Estado. Edelstam buscó la manera de ayudar a las personas de nacionalidad no sueca, pidiendo ayuda entre sus colegas diplomáticos. Dio asilo a más de 500 perseguidos políticos chilenos, salvó a 54 prisioneros uruguayos (entre ellos, Raúl Rodríguez Leles da Silva) y a 13 bolivianos de un posible asesinato en el Estadio Nacional, convertido por el gobierno golpista en un campo de concentración de presos políticos. Edelstam se encargó personalmente de trasladar a los refugiados en el vehículo de la embajada hasta la escalerilla del avión que los sacó de Chile. El mayor Mario Lavanderos, oficial a cargo de la sección Extranjería del campo de prisioneros, fue asesinado al día siguiente por haber dado autorización para que los prisioneros se fueran del estadio.
La dictadura militar rápidamente rompió relaciones diplomáticas con Cuba. Un grupo de soldados atacó la embajada cubana, y desde allí les respondieron el fuego. El embajador Edelstam, utilizando su inmunidad diplomática, logró entrar a la embajada cubana para evitar que se detuviera o matara a los diplomáticos y refugiados chilenos allí presentes, declarando que ese lugar formaba en ese momento parte de la embajada sueca, izando la bandera de Suecia y por tanto dando inmunidad diplomática a todos los que se encontraban dentro.
La dictadura militar lo declaró Persona non grata en diciembre de 1973 y tuvo que abandonar Chile.
Terminó su carrera diplomática en Argelia, donde desempeñó el cargo de embajador de 1974 a 1979.

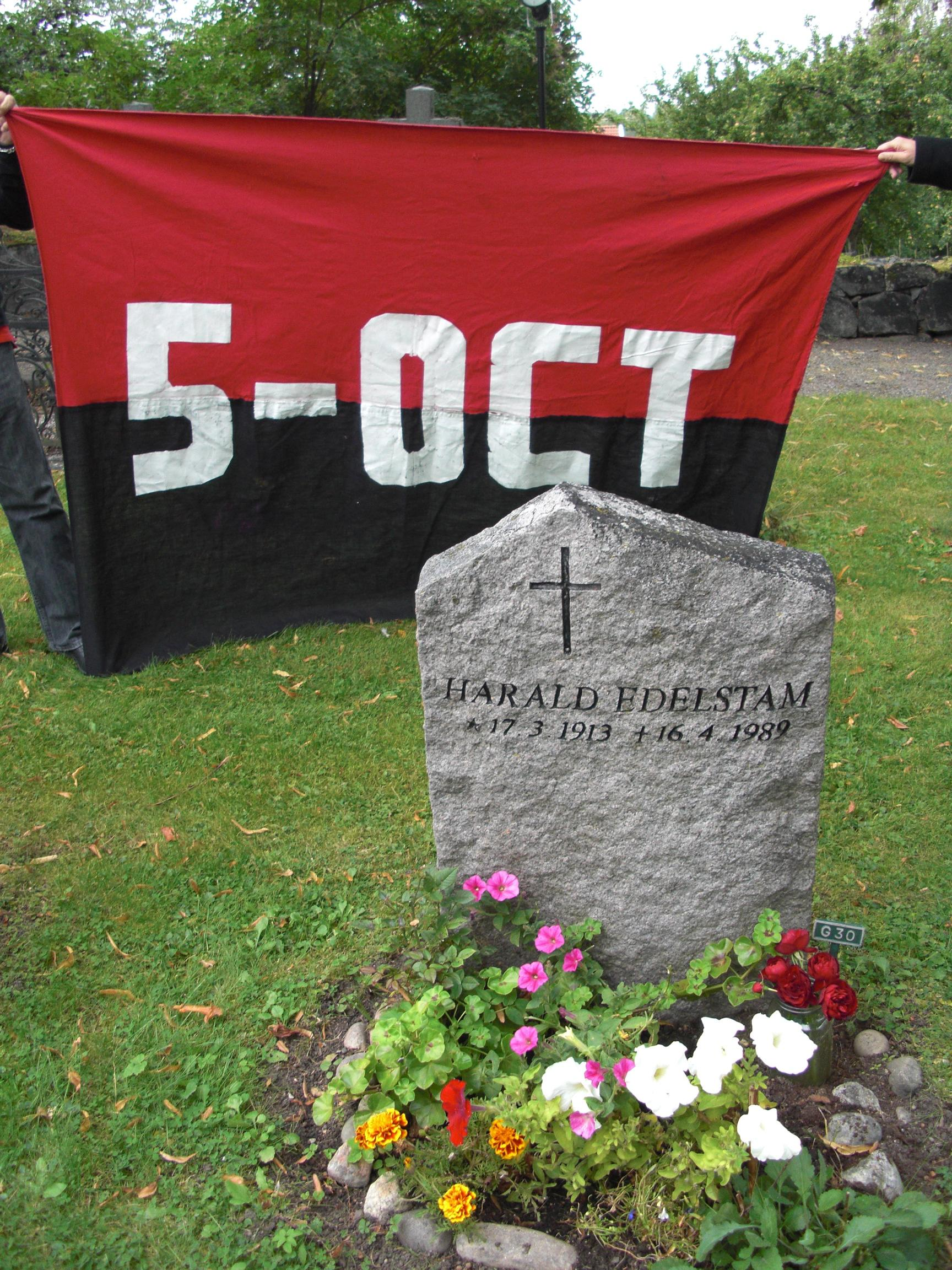
La tumba de Edelstam el 11 de septiembre de 2010, para una nueva conmemoración de su trabajo en Chile durante 1973. Ekerö, provincia de Estocolmo, Suecia.

## Vida personal y reconocimientos
Edelstam estuvo casado con Condesa Louise Agneta von Rosen en 1939-57, con Natascha Michew entre 1959 y 1963 y con Christine Colmain.
Tuvo tres hijos del primer matrimonio: Carl, Hans y Erik.
Murió de cáncer en 1989.
Su hermano es el jurista y embajador Ernst Axel Edestam (1924-).
En el año 2009 se estableció el Premio Harald Edelstam
Una rambla de Montevideo lleva su nombre desde el 2005. En marzo del 2013 se editó en Uruguay un sello en su Honor al cumplirse los 100 años de su nacimiento.
En Chile hay un monumento en su honor en la Plaza Montecarmelo.

## El Clavel Negro(la película)
La película El clavel negro es una mezcla entre el documental y la ficción, se desarrolla con hechos reales de la vida de Gustaf Harald Edelstam durante su estancia en Chile. Fue dirigida por Ulf Hultberg y Åsa Faring y protagonizada por Michael Nyqvist.
La Radio sueca realizó también un documental sobre su vida